# Courgenay (Zwitserland)
Courgenay is een gemeente en plaats in het Zwitserse kanton Jura, en maakt deel uit van het district Porrentruy.
Courgenay telt 2140 inwoners.